# Mortal Kombat: Armageddon
Mortal Kombat Armageddon è il settimo capitolo della saga di videogiochi picchiaduro a incontri Mortal Kombat della Midway Games, pubblicato a ottobre 2006 per PlayStation 2 e Xbox e a giugno 2007 per Wii.

## Trama
Dopo la sconfitta di Onaga per volere degli Dei Anziani si svolge la drammatica battaglia finale tra bene e male, che coinvolge tutti i personaggi apparsi nei precedenti Mortal Kombat. Gli Dei Anziani, temendo che la violenza della battaglia possa mettere a rischio le sorti dei reami, erigono una piramide nel campo di battaglia, che i guerrieri scalano guidati dalla loro stessa sete di sangue. In cima li attende Blaze, creatura di fuoco, un tempo dalle sembianze quasi umane, ora gigantesco e mostruoso, che se sconfitto riversa i suoi immensi poteri sul guerriero che lo uccide e in modo così da porre fine alla guerra, facendo finalmente prevalere il bene o il male. In Mortal Kombat 9 si scopre che ad aver ucciso Blaze è stato Shao Kahn, l'imperatore del Regno Esterno.

## Modalità di gioco
Il gioco conta ben 63 personaggi, tutti quelli apparsi nei precedenti titoli, compreso un personaggio femminile (Khameleon) giocabile solo sulla console Wii, più un paio di personaggi nuovi. In più c'è la possibilità di creare anche un proprio personaggio grazie alla modalità kreate-a-fighter ed utilizzarlo per i combattimenti.

### La modalità classica
Nella modalità Kombat c'è tutto ciò che appartiene a Mortal Kombat. Si sceglie un personaggio dalla lunga lista dei selezionabili e si inizia a combattere vari incontri scalando la piramide degli avversari fino a giungere al boss finale, Blaze. Ogni personaggio ha un suo stile di lotta che può essere intervallato dall'utilizzo di un'arma, diversa per ogni combattente. In più, alla fine di ogni combattimento come è tradizione (tipica di MK) si può finire l'avversario con la terribile e sanguinosa fatality, che solo in quest'ultimo capitolo, dà la libertà al giocatore di crearsela da sola grazie ad una modalità apposita. Le arene sono piene di trabochetti e trappole interattive (muri che si rompono, cambi di livelli, la possibilità di cadere al di fuori del ring e sfracellarsi su punzoni taglienti durante l'incontro o essere schiacciati da presse o corrodersi in una cascata di acido). Ad ogni vittoria il gioco assegna delle monete (koins) con le quali potersi comprare accessori vari per crearsi il proprio personaggio. Il kreate-a-fighter infatti dà la possibilità ad ogni giocatore di crearsi dal nulla un personaggio scegliendo il sesso, l'altezza, il colore di occhi e capelli, i vari vestiti, armi e lunghezza di baffi e capelli e lo stile di lotta dalle centinaia di selezionabili, oltre che inventarsi una breve biografia. Il personaggio creato potrà essere poi utilizzato in tutte le modalità (a parte il kombat motori e Konquista).

### Sottogiochi
Oltre al classico picchiaduro ad incontri, vera anima del gioco, Mortal Kombat Armageddon racchiude anche dei sottogiochi: Motor Kombat (Kombat Motori in Italia) è un gioco di corse arcade in stile Kart Racing dove in una buffa corsa di auto si può correre e sparare con i veicoli di 10 personaggi storici di MK ridisegnati in stile super deformed e raccogliere durante il tragitto varie armi e power-up per eliminare gli avversari e vincere la gara. Esso supporta anche il multigiocatore online.

### Konquest Mode
È l'avventura a scorrimento, ormai sempre presente negli ultimi capitoli della serie e soprattutto in Mortal Kombat: Shaolin Monks, nella quale si possono scoprire diverse modalità nascoste come disegni preparatori, filmati, accessori per il kreate-a-fighter, costumi alternativi e personaggi nascosti, grazie ad un picchiaduro a scorrimento e impersonando l'eroe Taven nel suo lungo cammino verso la preparazione fisica e spirituale. In questo cammino incontra quasi tutti i personaggi di MK e alla fine uccide Blaze, ristabilendo così la pace.

## I personaggi
Mortal Kombat Armageddon ha ben 63 personaggi selezionabili, escluso il personaggio che è possibile creare:
- Ashrah
- Baraka
- Blaze (da sbloccare)
- Bo' Rai Cho
- Chameleon
- Cyrax
- Daegon (nuovo, da sbloccare)
- Dairou
- Darrius
- Drahmin
- Ermac
- Frost
- Fujin
- Goro
- Havik
- Hotaru
- Hsu Hao
- Jade
- Jarek
- Jax Briggs
- Johnny Cage
- Kabal
- Kai
- Kano
- Kenshi
- Khameleon (esclusivo Nintendo Wii)
- Kintaro
- Kira
- Kitana
- Kobra
- Kung Lao
- Li Mei
- Liu Kang
- Mavado
- Meat (da sbloccare)
- Mileena
- Mokap
- Moloch
- Motaro
- Nightwolf
- Nitara
- Noob Saibot
- Onaga
- Quan Chi
- Raiden
- Rain
- Reiko
- Reptile
- Sareena
- Scorpion
- Sektor
- Shang Tsung
- Shao Kahn
- Sheeva
- Shinnok
- Shujinko
- Sindel
- Smoke
- Sonya Blade
- Kurtis Stryker
- Sub-Zero
- Tanya
- Taven (nuovo, da sbloccare)

### Personaggi "Motor Kombat"
- Baraka (Double spark kart)
- Bo' Rai Cho (Puke kart)
- Cyrax (Bomb kart)
- Jax Briggs (Ground pound kart)
- Johnny Cage (Greengoo kart)
- Kitana (Shield kart)
- Mileena (Boost kart)
- Raiden (Lightning kart)
- Scorpion (Spear kart)
- Sub-Zero (Freeze kart)

## Edizioni Xbox
Sono state pubblicate 2 versioni: la Normal e la Premium Edition. Quest'ultima, in edizione limitata e solo per il mercato americano, contiene un secondo DVD con interviste, disegni preparatori, la storia di Mortal Kombat, interviste a Ed Boon ed il gioco Ultimate Mortal Kombat 3 del 1996.
La versione Xbox del gioco è disponibile soltanto nei territori NTSC.

## Accoglienza
| Testata                           | Versione  | Giudizio            |
| --------------------------------- | --------- | ------------------- |
| GameRankings (media al 5-10-2017) | Xbox      | 78% (22 recensioni) |
| GameRankings (media al 5-10-2017) | PS2       | 76% (48 recensioni) |
| GameRankings (media al 5-10-2017) | Wii       | 72% (32 recensioni) |
| IGN                               | PS2, Xbox | 8.5/10              |
| IGN                               | Wii       | 7.8/10              |
| GameSpot                          | PS2, Xbox | 7.0/10              |
| GameSpot                          | Wii       | 7.5/10              |
| Game Informer                     | PS2, Xbox | 8.25/10             |
| Game Informer                     | Wii       | 7.5                 |
| Game Trailers                     | PS2, Xbox | 8.6/10              |
| Game Trailers                     | Wii       | 7.6                 |
| Eurogamer                         | -         | 5/10                |

L'accoglienza di Mortal Kombat: Armageddon è stata generalmente favorevole. Il gioco è stato, di per sé, lodato per aver incluso un cast di personaggi completo; stando alla IGN, "l'inclusione di 62 personaggi in totale è un traguardo enorme", mentre Game Informer ritiene che "nulla si avvicina a quello che ha tirato fuori la Midway". GameSpot ha lodato la modalità Konquista, "che se in MK: Deception è stata un punto basso, è stata invece un punto forte relativo in MK: Armageddon."
La caratteristica Kreate-A-Fatality ha invece avuto un'accoglienza altalenante. La GameSpot lo ha ritenuta "un rimpiazzo deludente dei classici", la IGN ha notato che non avere delle Fatality predefinite ha aggiunto della varietà al gameplay. La caratteristica Kreate-A-Fighter ha avuto anch'essa un'accoglienza mista, in quanto alcuni hanno notato dei limiti nella modalità, mentre altri come GameSpy hanno dichiarato che "non si è mai visto uno strumento di creazione di personaggi così robusto dai tempi di City of Heroes."
Il motore del gioco è stato criticato in quanto basatosi interamente suoi precedenti giochi in 3D Mortal Kombat. PSM ha addirittura ritenuto che il sistema non fosse innovativo. Sebbene vari problemi nel gameplay in Mortal Kombat: Deception fossero stati riparati (la mancanza di un sistema di risveglio che dimezzasse gli attacchi nel caso si vada al tappeto, l'infinità delle combo, e i salti lenti che impediscano di saltare sopra a tanti proiettili), i nuovi sistema di Air Kombat e Parry hanno fatto sorgere nuovi glitch. Eurogamer ha notato che, nonostante il grande numero di personaggi, "molti di essi sono composti da un enorme numero di cloni", "molti dei quali hanno lo stesso aspetto e le stesse mosse".
Il gioco ha vinto il premio come Picchiaduro dell'Anno agli Spike Video Game Awards nel 2006. IGN lo ha nominato Miglior Picchiaduro per PS2. Official Xbox Magazine ha considerato Armageddon come "Gioco Xbox dell'anno" in un numero del 2006. Gaming Target ha messo il gioco nella sua raccolta di "52 Giochi che Ancora Giocheremo dal 2006" (52 Games We'll Still Be Playing From 2006).